# Lappida instabilis
Lappida instabilis är en insektsart som beskrevs av Melichar 1912. Lappida instabilis ingår i släktet Lappida och familjen Dictyopharidae. Inga underarter finns listade i Catalogue of Life.